# كوبيسيستات
كوبيسيستات هو دواء يستخدم في علاج عدوى فيروس العوز المناعي البشري، لكنه ليس له تأثير مضاد للفيروس بحد ذاته.
يتوفر كوبيسيستات ضمن أدوية مركبة كما في ستريبيلد وإيفوتاز وبرزكوبكس.